# Riccordia elegans
La esmeralda de Gould (Riccordia elegans) es una especie de ave apodiforme de la familia Trochilidae —los colibríes—. Fue descrita por primera vez con base en un solo espécimen capturado en 1840. Su origen es desconocido pero se supone que habitaba en Jamaica y las Bahamas. Excepto por el ejemplar tipo, no se han encontrado otros individuos, por lo que se la consideraba extinta. No se sabe la causa exacta por la cual se extinguió, pero podría deberse a una pérdida de su hábitat, escasez de alimentos o incluso la depredación por parte de mamíferos introducidos en las islas.

## Taxonomía
La presente especie estaba anteriormente situada en el género Chlorostilbon. Un estudio genético-molecular de McGuire et al. (2014) demostró que Chlorostilbon era polifilético. En la clasificación propuesta para crear un grupo monofilético, algunas especies fueron transferidas al género resucitado Riccordia. Las dos especies consideradas extintas Chlorostilbon bracei y C. elegans no fueron incluidas en el estudio y, por lo tanto, su colocación en Riccordia es incierta.
La presente especie, conocida apenas por el holotipo y de origen geográfica desconocida, es ahora tratada como un taxón dudoso por el Comité de Clasificación de Norte y Mesoamérica (N&MACC) en la Propuesta 2022-C-3. Como tal, es tentativamente excluida por las principales clasificaciones hasta que análisis genéticos y/o análisis de isótopo estable traigan alguna luz sobre su situación.